# Maccabi Tel Aviv
Die Sportassoziation Maccabi Tel Aviv ist der größte Sportverein Israels. Der in der Mittelmeermetropole Tel Aviv beheimatete Verein fand im Jahr 1906 als HaRishon LeZiyyon in Jaffa seinen Ursprung. Maccabi Tel Aviv ist einer der ältesten und erfolgreichsten Sportvereine Israels. Herausragende Sportarten des Vereines sind vor allem Basketball und Fußball.

Logo des Vereines

## Gesamtgeschichtlicher Überblick
Im Vereinswappen ist der Davidstern in der Ausführung der Maccabi-Bewegung prominent, deren Ziel die Förderung des Bewusstseins der jüdischen Jugend für religiöse, kulturelle und nationale Werte ist. Der Begriff Maccabi wird vom Namen einer Priesterfamilie, den Makkabäern abgeleitet, deren Mitglieder als Freiheitskämpfer angesehen sind.

## Abteilungen

### Basketball
Die Basketballabteilung ist 6-facher Europapokalsieger, gewann 51 Landesmeisterschaften.

### Fußball
Die Fußballer des Vereins sind 2-facher Sieger der Landesmeisterpokals von Asien und 25-facher Landesmeister.

### Maccabiah Schwimmverein
Die Schwimmsportabteilung des Vereins tritt unter dem Namen Maccabiah an. Seit der Begründung der Abteilung im Jahr 1989 konnte der Verein fast alle Titel im israelischen Schwimmsport gewinnen.

### Volleyball Club
Die Volleyballabteilung von Maccabi Tel Aviv spielt in der höchsten Spielklasse Israels.

### Handball-Abteilung
Die Handballer gewannen in der Saison 2013/14 zum ersten Mal die israelische Meisterschaft und qualifizierten sich damit ebenfalls erstmals für den Europapokal 2014/15. In der Saison 2015/16 errang die Herrenmannschaft ihren zweiten Meistertitel.